# The Veronicas
The Veronicas je naziv za australski rock pop sastav Jessice Louise i Lise Marie Origliasso osnovan 2004. godine. To ime odabrale su zbog scene iz filma Heathers gdje Christian Slater pita: "Jesi li ti Heather?", a Winona Ryder odgovara: "Ne, ja sam Veronica".

## Životopis
Obitelj Origliasso se sastoji od roditelja Colleen i Joseph, i kćeri Lisa i Jessica i sina Juliana. Djeca su rođena u Brisbaneu i odrasli u lokalnom prigradskom mjestu Albany Creeku. Lisa i Jessica pohađale su Wavell State High School. Još u ranoj dobi ušle su u svijet glazbe. Imale su različite nastupe u nekoliko televizijskih emisija.

## Karijera

### 2004. – 2009.: Početci, prvi studijski album, Hook Me Up
Godine 2004. kada su osnovale sastav, potpisali su ugovor sa Sony BMG Music Entertainmen u vrijednsoti od dva milijuna dolara. 
Prvi album The Secret Life of..., koji je objavljen u Australiji, 17. listopada 2005., debitirao je na 2. mjesto australske glazbene ljestivce. Na Novom Zelandu, album je dosegao broj 7 na ljestvicama. U SAD-u je objavljena na Valentinovo, 14. veljače 2006. godine. 
U studenom 2007. godine, The Veronicas objavile su svoj drugi album, koji je pod nazivom Hook Me Up. Glavni singl Hook Me Up dosegao je broj 1 na australskoj ljestvici singlova. Album je prodan preko 140 000 primjeraka. Greg Wells je producirao album. Album je producirao Greg Wells u suradnji s Mikom, Timberlandim i drugima. Pjesma Untouched uvedena je u soundtrack za videoigru FIFA 09.

### 2012. – 2015.: Life On Mars i The Veronicas
Treći album Life On Mars se trebao pojaviti krajem 2012. godine. Prvi singl Lolita izdan je u srpnju 2012. godine, no ubrzo nakon što je singl izašao Life On Mars je odgođen i nikad nije objavljen. 
Dvije godine kasnije 21. studenog 2014., izdan je treći album pod nazivom The Veronicas s novom izdavačkom kućom SONY Australia.

### 2016. – 2017.: Nadolazeći četvrti studijski album
Dana 10. lipnja 2016. godine izdale su singl In My Blood za svoj nadolazeći album. Drugi singl On Your Side  izdan 13. listopada 2016. godine.
The Only High je treća pjesma iz nadolazećeg albuma sastava The Veronicas. Pjesma je objavljena 2. lipnja 2017. godine a 31. svibnja su objavile kratki video isječak koji sadrži dio pjesme kao promociju prije izdavanja pjesme.
Na društvenim mrežama su izjavile kako album na kojem trenutno rade izlazi uskoro. Prvo je trebao biti izdan u proljeću ali zbog usavršavanja albuma i dorade, album bi trebao izaći kroz ljetni period. 

## Diskografija
- The Secret Life of... (2005.)
- Hook Me Up (2007.)
- The Veronicas (2014.)
- Human (2020.)
- Godzilla (2020.)